# Tom Braidwood
Tom E. Braidwood (Thomas (E.) Braidwood, * 27. September 1948 in British Columbia) ist ein kanadischer Schauspieler, Regisseur und Filmproduzent.
Braidwood entstammte der Szene der experimentellen Filmemacher in Vancouver. Sein 1972 entstandener Kurzfilm Backbone wurde mehrfach in der Pacific Cinematheque der Stadt gezeigt. 1974 war er Produktionsassistent beim Film Tom Sawyer and Huckleberry Finn.
Bekannt wurde er in der Rolle des Melvin Frohike im Film und der Serie Akte X und in The Lone Gunmen sowie durch seine Mitarbeit als Produzent und Regisseur der CBC-Serie Da Vinci's Inquest. Der mit Jack Darcus produzierte Film Silence wurde beim Sundance Film Festival 1999 gezeigt.

## Filmografie
als Schauspieler
- 1982: Harry Tracy, Desperado
- 1985: Mein Cousin aus Amerika (My American Cousin)
- 1986: The Movie Movie
- 1992: The Portrait
- 1993: The Only Way Out
- 1994–2002, 2016: Akte X – Die unheimlichen Fälle des FBI (The X-Files, Fernsehserie, 40 Folgen)
- 1998: The X Files Game
- 1998: Akte X – Der Film (The X Files)
- 2001: Die einsamen Schützen (The Lone Gunmen, Fernsehserie, 13 Folgen)
- 2003: Tilt
- 2004: The X Files: Resist or Serve
- 2005: Say Yes
- 2006: Whistler (Fernsehserie, 2 Folgen)
- 2009: Alien Trespass
- 2009: Messages Deleted
- 2009: Frog
- 2010: Amazon Falls

als Regisseur
- 1999–2000: Da Vinci’s Inquest (Fernsehserie, 14 Folgen)
- 2002: Tom Stone (Fernsehserie)
- 2005: Zixx: Level Two (Fernsehserie)
- 2006: 49th and Main (Fernsehserie)

als Produzent
- 1983: Deserters
- 1984: Walls
- 1984: Low Visibility
- 1989: Kingsgate
- 1992: The Portrait
- 1997: Silence
- 1999–2000: Da Vinci’s Inquest (Fernsehserie, 14 Folgen)
- 2009: Serum 1831